# Phaeacius fimbriatus
Phaeacius fimbriatus là một loài nhện trong họ Salticidae.
Loài này thuộc chi Phaeacius. Phaeacius fimbriatus được Eugène Simon miêu tả năm 1900.